# Управни одбор
Управни одбор је група људи одговорних за остваривање циљева неке организације и њене политике. Управљају корпорацијама, али и непрофитним организацијама. Одбор социјалних агенција се најчешће састоји од добровољаца који су утицајни у друштву и који одражавају мишљење које преовладава у заједници.